# Cordaites
Cordaites — це важливий рід вимерлих голонасінних, який пов'язаний або фактично представляє найдавніші хвойні. Ці дерева виростали до 100 футів у висоту і стояли як на сухих, так і на вологих землях. Мідії та ракоподібні часто зустрічаються між корінням цих дерев. Скам'янілості хордових найчастіше зустрічаються в розрізах гірських порід верхнього карбону (323–299 мільйонів років тому) Європи та Америки. Нижче наведено декілька важливих типів із цієї лінії:
- Cordaites principalis
- Cordaites ludlowi — Англія
- Cordaites hislopii — Бразилія[1]

На відміну від багатьох інших рослин, скам'янілі насіння кордаїтів не рідкість, оскільки вони досить великі (до 10 мм)